# Battaglia di Sarıkamış (1920)
La battaglia di Sarıkamış fu un conflitto tra la Prima Repubblica di Armenia e il fronte orientale dell'esercito della Grande Assemblea Nazionale della Turchia che si svolse il 29 settembre 1920 a Sarıkamış.

## Sfondo
Alla fine di settembre 1920 gli armeni avviarono diversi attacchi contro le forze turche nell'area. Il 24 settembre una forza armena di almeno 800 uomini, sostenuta da nove mitragliatrici, avviò un attacco infruttuoso contro i deboli trinceramenti turchi a Bardız Şenkaya. L'attacco fu respinto e costò loro 47 morti e diversi feriti. Inoltre, due mitragliatrici e munizioni furono catturate dai turchi. I turchi subirono otto morti e dieci feriti durante l'attacco. Questi attacchi fornirono ai comandanti turchi una panoramica delle capacità militari armene.

## Fase attiva
Le forze turche sconfissero rapidamente le truppe armene nella città. Le restanti forze armene si ritirarono sulla linea Kötek- Selim - Göle e vi rimasero fino al 30 settembre.

## Risultati
Il 29 settembre, le forze di Karabekir avevano ripreso Sarıkamış e il giorno successivo Kağızman.